# レガトゥス
レガトゥス（ラテン語: legatus、レーガートゥス）は、ラテン語で使者・使節、または軍隊の副官・司令官などの高級将校・幕僚を指す単語である。「総督代理」などとも訳される。
レガトゥスは、外交の使者としてだけでなく、独自に軍隊を動かすことがあったが、紀元前2世紀から、ローマ軍団の補佐として任命されることが増えた。元老院議員クラス、財務官（クァエストル）や法務官（プラエトル）クラスなどから元老院により任命されることになっていた。階級としては、ローマ帝政後期のドゥクス（dux）よりも下位であり、トリブヌス（tribunus）よりも上位であったとされている。

## 語義
レーガートゥス（legatus）は、ラテン語で「派遣する」を意味する動詞「レーゴー」（lego）の完了分詞であり、「派遣される者」すなわち「使者・使節」を意味する。また、「委任する」という意味もあり、軍隊においては軍団（レギオー、legio）の指揮者に任命された「軍団長」や「総督代理」などを意味する。『ガリア戦記』（例えば、第1巻47節）などの古典作品には、両方の意味で出てくることがあるが、文脈によって解釈する必要がある。

### 帝政期
元首政が始まると、軍団司令官（レガトゥス・レギオニス）、元老院管轄属州副官（レガトゥス・プロコンスリス）、皇帝管轄属州長官（レガトゥス・アウグスティ・プロ・プロエタレ・プロウィンキア）などに細分化され、政務官の一つとして制定された。